# Navita Mobile
O Navita Mobile é um framework brasileiro para desenvolvimento de aplicativos para BlackBerry. 
Foi criado pela Navita e já está sendo usado por diversas empresas para mobilização de processos. Seus principais módulos são para workflows ou fluxos de aprovações móveis em dispositivos BlackBerry. 
Utiliza toda a infra-estrutura e arquitetura BlackBerry, bem como todo o esquema de segurança oferecido pela plataforma BlackBerry. A integração com aplicativos internos se dá em nível de rede local (LAN) e aproveita-se toda a arquitetura de segurança já existente nas empresas.